# 淡定红茶
淡定红茶是一則網路迷因，發文者自稱源于法國某大學論壇張貼，以旁觀者角度敘述的情侶分手故事，网上论坛转载的名为「這是什麼分手擂台的劇情」。發生於法國，由台灣網友譯為中文，隨後於兩岸三地爆紅。故事中男主角面对女主角激动地质疑自己劈腿时仍从容不迫地喝着红茶，淡定回应。网友称男主角为“淡定红茶哥”，「我是為紅茶而生的男人ˊ_>ˋ」成為時下最為流行的座右銘，而「淡定红茶」成为了该故事和故事中所出现红茶的稱號。「淡定红茶」在Google公布的台湾2012年关键字搜寻趋势排行榜中排行第五和奇摩公布的2012年度「十大爆红关键字」排行榜中排行第七。

## 表情符號
淡定紅茶來源文章中穿插許多傳神的淡定表情符號ˊ_>ˋ，其常見的型態有:
- 一般側面：ˊ_>ˋ
- 一般正面：ˊ＿ˋ
- 放大特寫：ˊ＿＞ˋ
- 低頭玩iPad： - _> -
- 俯視: - v -

## 二次创作
随着故事在论坛和社交平台上传播，有网民以「淡定红茶」概念制作图片和漫画等作品，也有人根据剧情制作了真人版短片。其中一幅图片中，一款茶饮产品的名称被竄改为淡定红茶。相关业者以没卖「淡定红茶」的声明回应。

## 衍生产品
在台湾，有网购业者趁故事竄紅推出以「淡定」作品牌的红茶和T恤等商品。

## 爭議
由於原發文者無法提供原法文內容，遭到其他留法學生質疑，最後將原本的創作平台帳號關閉。